# Барвінково-Лозовська операція
Барвінков́о-Лозовська́ опера́ція — наступальна операція Південно-Західного та Південного радянських фронтів, проведена з 18 по 31 січня 1942 року в районі міст Барвінкове і Лозова (обидва Харківська область). Задум радянського командування полягав у тому, щоб ударом військ суміжних крил Південно-Західного (командувач — генера-лейтенант Ф. Костенко) і Південного (командувач — генерал-лейтенант Р. Малиновський) фронтів прорвати оборону на стику 6-ї і 17-ї польових армій ворога між містами Балаклія та Артемівськ і, розвиваючи наступ на Запоріжжя, увійти в тил донбасько-таганрозького угруповання противника, відрізати шляхи відступу на захід, надалі блокувати його на узбережжі Азовського моря й знищити.
Частиною сил лівого крила Південно-Західного фронту планувалося завдати удару в загальному напрямку на м. Красноград з метою забезпечення операції з півночі і подальшого визволення Харкова.
Під час наступу радянські війська прорвали фронт противника вздовж 100 км, підставили під загрозу комунікації донбаського угруповання ворога і скували на цьому напрямі значні його сили, не дали йому змоги їх перекинути на інший напрям. Ворог зазнав тяжких втрат. Але завдання фронтів були виконані не повністю. Це значною мірою пояснюється повільним розвитком прориву й невчасними діями щодо розширення його флангів, що дало змогу противникові перегрупуватися. Вплинуло також недостатнє посилення кавалерійських корпусів танками й артилерією. Мали місце й недоліки в організації взаємодії між фронтами та арміями, артилерією і матеріально-технічним забезпеченням операції.
Після цього бої набрали затяжного характеру.